# Ardisa
Ardisa ist ein Ort und eine Gemeinde in der Provinz Saragossa in der Autonomen Region Aragón in Spanien. 2024 hatte die Gemeinde 76 Einwohner. Zur Gemeinde gehört auch die Ortschaft Casas de Esper.

## Lage
Ardisa liegt etwa 70 Kilometer nordnordöstlich im Pyrenäenvorland im Getreideanbaugebiet der Comarca Cinco Villas in einer Höhe von 435 m am Río Gállego. Die nordöstliche Grenze der Gemeinde bildet der Stausee Embalse de Ardisa.

## Bevölkerungsentwicklung
Demographische Daten für Ardisa von 1900 bis 2021:
| 1900 | 1910 | 1920 | 1930 | 1940 | 1950 | 1960 | 1970 | 1981 | 1991 | 2001 | 2011 | 2021 |
| ---- | ---- | ---- | ---- | ---- | ---- | ---- | ---- | ---- | ---- | ---- | ---- | ---- |
| 502  | 417  | 527  | 578  | 395  | 392  | 281  | 184  | 83   | 79   | 81   | 85   | 76   |

## Sehenswürdigkeiten
- Annenkirche in Ardisa
- Ruinen der Kapelle von San Juan de Barto
- Vinzenzkapelle
- Kapelle Unserer Lieben Frau von Miramonte (Ermita de Nuestra Señora de Miramonte) aus dem 12. Jahrhundert
- Reste der Burganlage von Ardisa, das sog. Castillo del Ballestar, 1083 für den aragonesischen König Sancho Ramírez errichtet

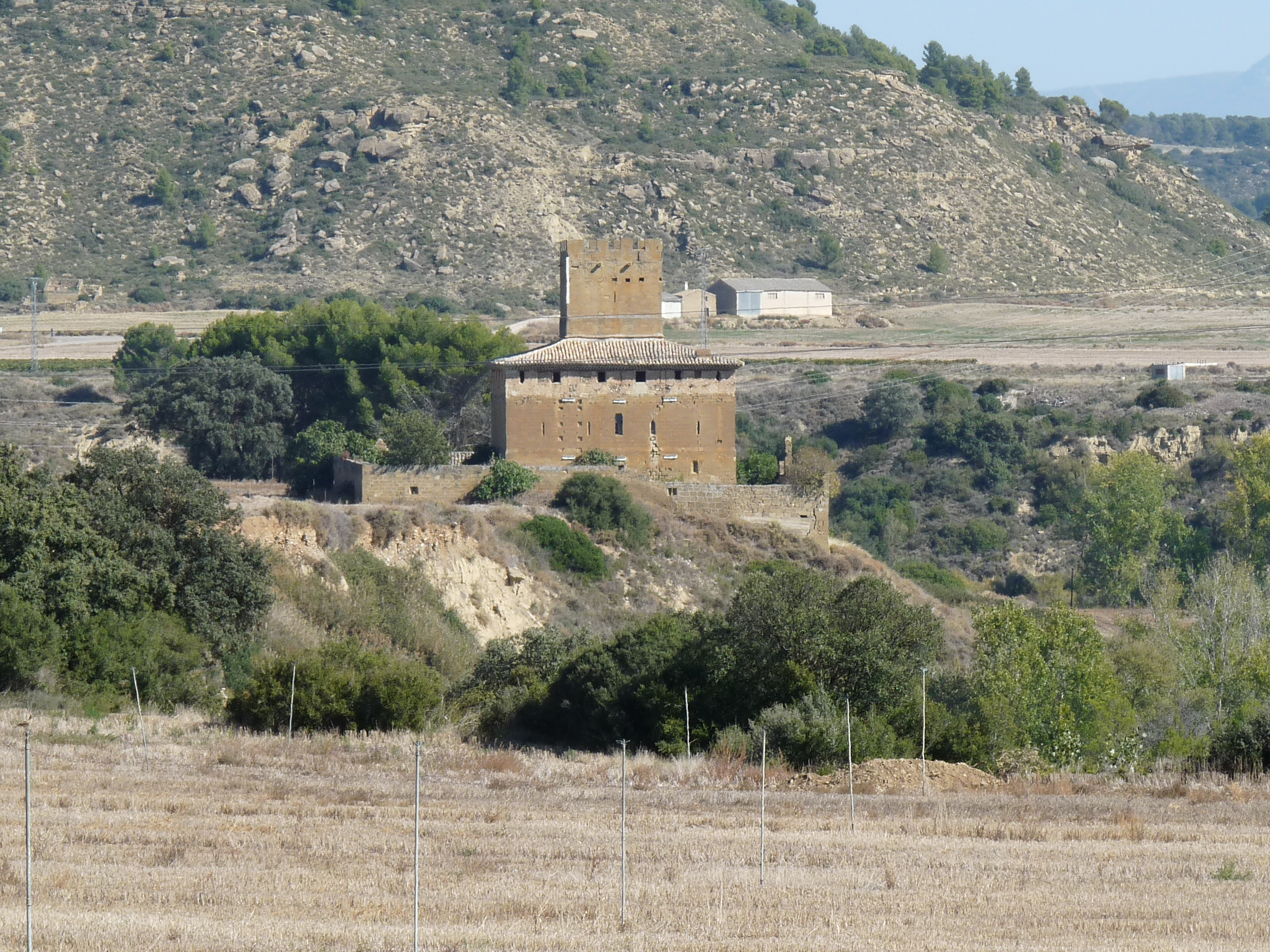
Reste der Burganlage

## Persönlichkeiten
- Ramón Torralba (1895–1986), Fußballspieler